# Generation Adidas
Generation Adidas — це спільне підприємство Major League Soccer та Федерації футболу США, спрямоване на підвищення рівня молодих футбольних талантів у Сполучених Штатах. Програма, спонсорована Adidas, пропонує гравцям отримати професіональні контакти у клубах США, але які не можуть потрапити на MLS SuperDraft, зокрема через те що не грають за футбольні команди коледжів.
Гравці Generation Adidas, увійшовши в програму, автоматично отримують статус професіонала та мінімальну зарплатну і, таким чином, втрачають можливість грати за коледж чи університет. Як результат, гравцям Generation Adidas також гарантуються стипендії для продовження навчання в коледжі, якщо їхня професіональна кар'єра не складеться.

## Історія
З моменту заснування в 1997 році і по 2005 рік програма фінансувалася Nike і називалася Project-40 . Спочатку вона мала на меті покращити склад гравців національної команди США, але згодом для вступу в програму більше не було потрібно мати американське громадянство та право представляти її збірну.
Карлос Парра став першим гравцем Project-40, коли він підписав угоду з лігою, а пізніше став гравцем Нью-Йорк/Нью-Джерсі МетроСтарз в 1997 році. З того часу в програму були включені такі гравці, як Тім Говард, ДаМаркус Біслі, Моріс Еду, Карлос Боканегра, Клінт Демпсі, Джозі Алтідор, Бен Олсен, Саша Клештан, Фредді Аду, Бред Гузан, Майкл Бредлі, Нік Рімандо та Кайл Бекерман. Але через проект проходили не лише талановиті гравці. Деякі, такі як Джамар Бізлі, Ніно Да Сілва, Баррі Свіфт, Мауріціо Роша, Мартін Клінгер чи Кенні Арена (син відомого тренера з футболу Брюса Арени), не досягли успіху. Деякі з них грали лише за кілька професіональних клубів і повинні були задовольнитися виступами у нижчих лігах. Інші повністю відійшли від футболу.
З 1998 по 2000 рік MLS включала команду гравців Project-40, доповнену іншими гравцями MLS, які не мали багато ігрового часу, до А-Ліги, другого дивізіону США .
У 2017 році MLS представила гравців Generation Adidas Канади, що є частиною нової ініціативи з Канадською футбольною асоціацією . Гравці канадського Generation Adidas вважаються вітчизняними гравцями команд MLS, що базуються в США.

## Виступи в А-лізі
| Сезон    | Дивізіон | Ліга           | Регулярний сезон    | Плей-оф                 | Відкритий Кубок         |
| -------- | -------- | -------------- | ------------------- | ----------------------- | ----------------------- |
| 1998 рік | 2        | USISL A-League | 5-й, Тихоокеанський | Не отримав кваліфікацію | Не отримав кваліфікацію |
| 1999 рік | 2        | USL A-League   | 2-й, Центральний    | Чвертьфінали            | Не отримав кваліфікацію |
| 2000 рік | 2        | USL A-League   | 4-й, Центральний    | Не отримав кваліфікацію | 3-й раунд               |